# دولت‌آباد (اسدآباد)
دولت‌آباد (اسدآباد)، روستایی از توابع بخش مرکزی شهرستان اسدآباد در استان همدان ایران است.
مردم این روستا از مردم لر هستند. وبه زبان لری سخن میگویند.

## جمعیت
این روستا در دهستان جلگه قرار دارد و براساس سرشماری مرکز آمار ایران در سال ۱۳۹۵، جمعیت آن ۲۰۴ نفر (۶۲خانوار) بوده‌است.